# Girolamo Fracastoro
Girolamo Fracastoro (Fracastorius) (Verona, oko 1478. – Incaffi kraj Verone, 8. kolovoza 1553.), talijanski liječnik, poznavatelj znanosti (astronomija, zemljopis i matematika), pjesnik i atomist.
Rođen je u Veroni, a učio je u Padovi gdje je s 19 godina postao profesor na sveučilištu. Čitav život radio je u rodnom gradu.
Godine 1546. predložio je u svome djelu "De Contagione et Contagiosis Morbis" da zarazne bolesti prenose sitna nevidljiva tjelešca, klice koje se šire među ljudima kontaktom, izravnim ili neizravnim, putem predmeta, pa čak i bez kontakta na veće udaljenosti. Nadalje, tvrdio je da se klice i razmnožavaju, da su otrovne i da ih uništava vatra. Preporučuje i redovitu higijenu, čistoću okoline, vode i hrane, te čiste predmete oko bolesnika kao mjeru zaštite.
Naziv sifilis potječe iz Fracastorove poeme koja govori o pastiru koji se zove Sifilis.
Fracastoro prvi jasno postavlja granice između pjegavca i bubonske kuge.

## Djela
- Syphilidis, sive Morbi Gallici (1530)
- Di Vini Temperatura (1534)
- Homocentricorum sive de Stellis, de Causis Criticorum Dierum Libellus (1535)
- Homocentrica (1538)
- De Contagione et Contagiosis Morbis (1546)
- Syphilis sive de morbo gallico (1539, poema)